# C. J. Fick
Charles Joseph Fick (né le 20 novembre 1985 à Thousand Oaks, Californie, États-Unis), couramment appelé C. J. Fick ou Chuckie Fick, est un lanceur droitier de baseball qui a évolué dans les Ligues majeures de baseball en 2012.

## Carrière
Ancien joueur des Bulldogs de Fresno State, Fick étudie à l'Université d'État de Californie à Northridge, lorsqu'il est repêché en 15e ronde par les Cardinals de Saint-Louis en 2007. Il fait ses débuts dans le baseball majeur avec cette équipe le 26 mai 2012. Après deux matchs joués pour les Cards, il est placé au ballottage et réclamé le 27 juillet par les Astros de Houston. 
Il lance 23 manches en 18 parties pour Houston. Sa carrière dans les majeures se résume à cette seule saison 2012. En 20 matchs joués et 24 manches et deux tiers lancées, il compte 17 retraits sur des prises. Sa seule décision est une défaite avec les Astros. Sa moyenne de points mérités dans les majeures s'élève à 4,38.